# شنیده‌ها و دیده‌ها
شنیده‌ها و دیده‌ها (به انگلیسی: Things Heard and Seen) یک فیلم سینمایی آمریکایی آماده اکران در ژانر ترسناک و دلهره‌آور نوشته و کارگردانی شده توسط شاری اسپرینگر برمن و رابرت پولچینی، بر اساس رمان همه چیز بس به نظر می‌رسد توسط الیزابت براندیج. در این فیلم آماندا سایفرد، جیمز نورتون، ناتالیا دایر، ریا سیهورن، الکس نوستاادتر و اف. موری آبراهام از بازیگران اصلی این فیلم هستند.
این فیلم در ۲۹ آوریل ۲۰۲۱ از طریق نتفلیکس منتشر شد.

## تولید
فیلم‌برداری اصلی در اکتبر ۲۰۱۹ در دره هادسن، نیویورک آغاز شد.